# 马图里
马图里（法語：Matoury，法語發音：[matuʁi]）是法国海外省法属圭亚那的一个市镇，属于卡宴区。

## 地理
马图里（4°51'2"N, 52°19'52"W）面积137.19 平方千米平方千米，位于法国海外省法属圭亚那。
与马图里接壤的市镇（或旧市镇、城区）包括：卡宴、马库里亚、雷米尔-蒙若利、鲁拉、蒙西内里-托内格朗德。
马图里的时区为UTC−03:00。

## 行政
马图里的邮政编码为97351，INSEE市镇编码为97307。

## 政治
马图里的现任市长为塞尔日·斯莫克（Serge Smock）先生，任期为2020-2026年。

## 人口

1962-2008年间马图里人口变化图示

马图里于2022年1月1日时的人口数量为35551人。